# Аньези, Мария Гаэтана
Мари́я Гаэта́на Анье́зи (итал. Maria Gaetana Agnesi; 16 мая 1718, Милан — 9 января 1799) — итальянский математик, философ и филантроп.

## Биография
Родилась в зажиточной купеческой семье, в которой был 21 ребёнок. Мария Гаэтана была старшей из детей. Её отец был профессором математики и с детства поддерживал математические способности дочери, озаботившись хорошим образованием Марии Гаэтаны. В 21 год Мария Гаэтана пожелала уйти в монастырь, но столкнулась с сопротивлением отца и, подчинившись его воле, занялась математикой.
В 1748 году опубликовала работу Instituzioni analitiche («Основы анализа»). Кривая верзиера названа именем Марии Гаэтаны («локон Аньези»), которая исследовала эту кривую. Она имела также достижения в дифференциальном исчислении.
В 1748 году Папа римский Бенедикт XIV присвоил ей звание профессора математики, натуральной философии и физики Университета Болоньи, чем она никогда не воспользовалась. Она стала второй женщиной со степенью профессора после Лауры Басси.
Когда Марии Гаэтане было 34 года, её отец умер. С этого времени она занялась филантропической деятельностью и начала изучать теологию. Она помогала бедным и больным и давала приют бездомным в своём доме. Кроме того, она иногда принимала у себя «особенно настойчивых или высоких гостей»
С 1771 по 1799 годы в течение 28 лет Мария Гаэтана руководила приютом для старых женщин Pio Albergo Trivulzio (ит.).
Автограф Марии Аньези имеется в отделе рукописей Российской национальной библиотеки (фонд Сухтелена), запись сделана 24 марта 1773 года в Милане и содержит три цитаты из Библии — «суета сует, всё суета» (на греческом), «Боящемуся Господа благо будет напоследок, и в день смерти своей он получит благо — страх Господень — дар от господа и постовляет на стезях любви» (на греческом), «мужчину одного из тысячи я нашел, а женщины между всеми ними не нашел» (на латыни), что показывает, в частности, её образованность, её называли «Оракулом семи языков»
Одна из сестер Марии Гаэтаны — Мария Тереза была известным музыкантом и композитором. Она была знакома с Моцартом, Гайдном и Сальери.